# Valerio del Bierzo

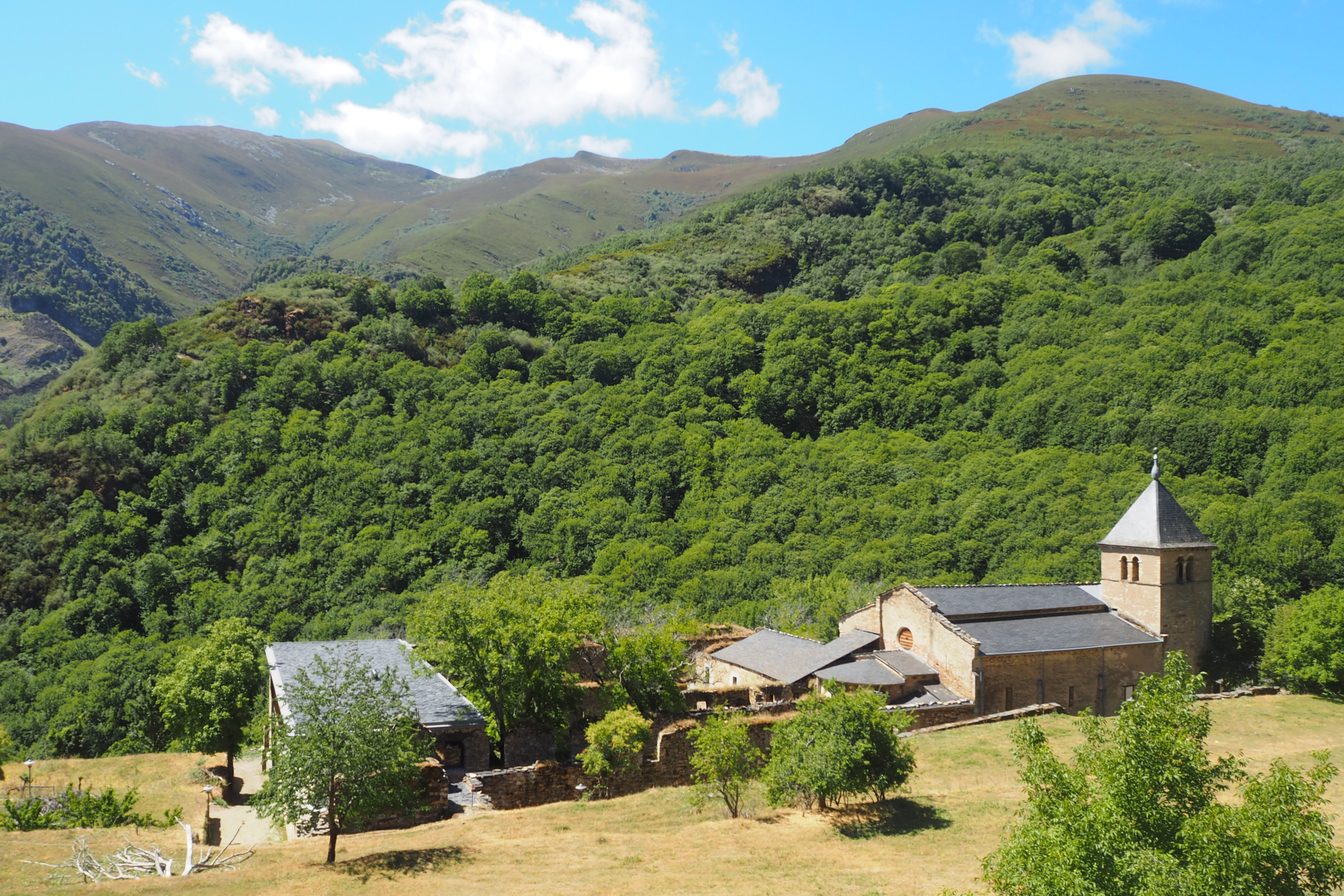
Iglesia del monasterio de San Pedro de Montes, en el que vivió San Valerio

San Valerio (Valerius del Bierzo), también llamado san Valerio de Astorga (630-695 d. C.), fue un cenobita, escritor y ermitaño del siglo VII que vivió retirado en la comarca de El Bierzo, (provincia de León, comunidad autónoma de Castilla y León, España).

## Biografía
Discípulo de san Fructuoso de Braga (uno de los llamados «Padres del yermo»), Valerio adoptó la vida anacoreta y ascética de este y habitó en los mismos lugares, principalmente en el monasterio de San Pedro de Montes.
En algunas fuentes se denomina a Valerio como "gallego", confundiendo la Gallaecia geográfica de la división romana con la Galicia étnica. Valerio mismo escribió "Ego indignissimus peccator Asturiensis Prouintia indigena" ("Yo, muy indigno pecador originario de la Provincia Asturiense"); lo de "pecador indigno" es una forma de mostrar humildad como común mortal, no considerándose santo a sí mismo. Era originario del territorio astur, concretamente del Conventus Asturum, subdivisión de la provincia de Gallaecia, con sede en Asturica Augusta, la actual Astorga. Acerca de su muerte nada se sabe, e incluso la fecha tradicionalmente aceptada sólo es conocida por testimonios muy tardíos.

## Obras
San Valerio dejó un valioso legado literario que abarca diversas temáticas. En primer lugar, relató la vida de su maestro en la hagiografía Vita Sancti Fructuosi (Vida de san Fructuoso). Además, contribuyó al ámbito monástico con un tratado titulado De génere monachorum (Acerca del género monacal), en el que proporciona una visión detallada de la vida monástica.
Valerio escribió una obra única y de gran valor histórico titulada Ordo querimoniae. Esta autobiografía detalla las dificultades y persecuciones que enfrentó por parte del clero local y la población, destacando sus sufrimientos, muchos de los cuales consideraba como directamente provocados por el diablo.
Además de estas obras, Valerio es autor de una famosa carta en la que elogia la peregrinación de la asceta del siglo IV, Egeria. También compiló una obra hagiográfica que relata la vida de diversos padres del monacato antiguo, así como tres breves relatos de visiones del más allá experimentadas por monjes. Su contribución se completa con una pequeña colección de poesía que enriquece su diversa producción literaria. En conjunto, las obras de san Valerio ofrecen una valiosa perspectiva sobre la vida monástica y las adversidades enfrentadas en su tiempo.